# Dernière Chance (Prison Break)
Pour les articles homonymes, voir Dernière Chance.
Dernière Chance est le quarantième épisode du feuilleton télévisé Prison Break. C'est le dix-huitième épisode de cette deuxième saison. C'est seulement la deuxième fois avec À la vie, à la mort (2x08) que tous les acteurs principaux sont présents durant cette saison. 

## Résumé
L'agent Paul Kellerman examine un fusil de précision. Le vendeur lui informe que les numéros de série ont été effacés et que tout a été fait pour embrouiller la balistique au cas où il ne voudrait pas « tirer sur des canettes ». Kellerman répond qu'il chasse un bien plus gros gibier, puis il brandit un pistolet silencieux et tue le vendeur avant d'emporter la carabine. Quelques instants plus tard, en tenant une balle, Kellerman écoute intensément à la radio les informations concernant l'arrivée de Caroline Reynolds à Chicago.
Kristine Pace est en plein travail lorsque son frère Paul qu'elle avait depuis longtemps perdu de vue apparaît soudain. Elle lui demande pour quelle raison il n'est pas venu à l'enterrement de leur père, ce à quoi il répond que le cœur de leur père était déjà mort bien avant son corps et que leur mère était folle. Quand elle lui rappelle qu'il est parti à 18 ans alors qu'elle n'en avait que 10, Paul Kellerman lui affirme qu'il pensait à elle chaque jour et qu'il n'est plus le frère dont elle se souvient. Il lui annonce qu'il a changé en mal et qu'il est sur le point de faire quelque chose dont les gens vont parler pendant très longtemps. Il l'implore de garder le souvenir du frère avec qui elle a grandi, puis il la quitte en lui disant qu'elle est sa sœur et qu'il l'aime. 
Plus tard, Kellerman montre son badge d'agent des services secrets à un autre agent de Caroline Reynolds surveillant le cortège. Il l'élimine très rapidement avec son arme, alors qu'il lui faisait croire qu'il y avait un changement de personnel à effectuer. Désormais libre de faire ce qu'il veut, Kellerman prépare son fusil de précision et écoute grâce à son oreillette que la Présidente Reynolds va arriver dans deux minutes.
Fernando Sucre et sa petite-amie Maricruz Delgado arrivent dans une ferme à Rio Juarez, au Mexique. Sucre montre à Maricruz les lamas, tandis que sa tante vient leur souhaiter la bienvenue. Les présentations effectuées, la tante dit au jeune couple que sa maison est maintenant la leur. Sucre apporte les bagages à l'intérieur après avoir regardé aux alentours une fois de plus. Un peu plus tard, alors qu'ils sont allongés dans un lit, Sucre affirme à Maricruz qu'il peut sentir le bébé donner des coups. Quand il prédit que son fils sera champion de football plus tard, Maricruz lui répond qu'il aura des livres dans ses mains, mais pas un ballon de foot. Sucre précise aussitôt: « des livres sur le football ».
À Birmingham, en Alabama, T-Bag se rend de lui-même dans le cabinet du docteur Stammel, un psychiatre. Sous le nom de Mr. Webster, T-Bag entame une discussion sur sa douleur personnelle, appréciant l'écoute de Dr Stammel pour soulager cette souffrance. T-Bag lui avoue finalement qu'il n'est pas venu à son cabinet dans l'intention de parler. Quand le psychiatre l'interroge sur la raison de sa visite, T-Bag lui explique qu'il a vu sa photo à un arrêt de bus et qu'il a immédiatement remarqué à quel point ils se ressemblaient physiquement. Le docteur Stammel reconnaît qu'il y a effectivement une certaine ressemblance. Ce sont ses derniers mots avant que T-Bag ne le tue sauvagement.
À l'aéroport, sous le nom de Dr Stammel, T-Bag tente de prendre un avion en direction de Bangkok en Thaïlande. Quand on lui annonce qu'aucun vol n'est libre avant le lendemain, il accepte de prendre le premier vol en partance même s'il y a un détour par Chicago. Puis il est forcé de se séparer de son sac, qui contient l'argent de Charles Westmoreland et de le laisser dans la soute, car il est au-dessus du poids limite pour les bagages à main.
Au bureau du FBI de Chicago, l'agent Alexander Mahone annonce joyeusement à son équipe que quatre des « Huit de Fox River » sont morts ou capturés. De plus, il apprend que Fernando Sucre a failli être attrapé à Ixtapa, un aéroport du Mexique. Quand il déclare que C-Note va l'aider à capturer les autres évadés, l'agent Wheeler l'interroge sur la légalité de cette collaboration. Au même instant, Brad Bellick apparaît dans le couloir. Mahone l'entraîne très rapidement vers son bureau inoccupé. Bellick pose ses pieds sur le bureau de Mahone et lui réclame l'argent de la récompense pour Charles « Haywire » Patoshik. Mahone shoote dans les pieds de Bellick puis lui écrase sa chaussure, tout en lui rappelant que l'argent ne va pas tarder à arriver, mais qu'il doit d'abord se rendre au Mexique pour trouver et arrêter Fernando Sucre.
Manche Sanchez est à Fox River, attendant d'être encore interrogé par Brad Bellick. Il soutient à Bellick qu'il ne trahira plus les évadés, il bénéficie en effet d'une protection en échange de fourniture de draps propres, nouveaux shorts, etc. Bellick insiste en lui disant qu'il n'est pas là pour le punir mais au contraire pour lui offrir un transfert dans la prison de sécurité minimum Kankakee équipée d'écrans de télévision plasma et de tables de billard, en échange de son aide pour trouver Sucre au Mexique.
Sur un vol commercial en direction du Mexique, Bellick, en classe économique demande à une hôtesse s'il peut avoir à manger. Elle lui répond qu'ils ont dû supprimer les repas pour garantir les prix les plus bas et qu'elle peut seulement lui proposer des bretzels. Bellick accepte. Dans une autre partie de l'avion, T-Bag est assis en première classe, demandant à la même hôtesse s'il peut avoir un autre verre de champagne.
Dans une chambre d'hôtel à Chicago, Michael Scofield, Lincoln Burrows et Sara Tancredi sont absorbés par l'écoute de la conversation entre Terrence Steadman et Caroline Reynolds que contenait la clé USB. Quand l'idée de remettre cet enregistrement à un membre du gouvernement pour l'innocenter est proposée, Lincoln explose et refuse avec énergie. Puis il se rappelle Jane Phillips et déclare qu'il va l'appeler pour lui demander les noms de personnes de confiance. 
À Pullman (Washington), L.J. Burrows décroche le téléphone. Lincoln lui annonce qu'il a trouvé la preuve qui peut enfin l'innocenter et qu'ils pourront bientôt être de nouveau ensemble. Mais L.J. répond que sa nouvelle situation lui plaît, qu'il peut aller à l'école sous un faux nom et qu'il préfère conserver cette stabilité pendant un moment. Accusant le coup, Lincoln lui répond qu'il comprend et qu'il l'aime aussi. Puis il lui demande de pouvoir parler à Jane, sous le regard soucieux de Michael. 
Utilisant une suggestion de Jane, Michael tente de contacter « Cooper Green ». Quand il révèle à la standardiste que cela concerne les « fils d'Aldo Burrows », l'appel est transféré vers un homme affirmant être Cooper Green. Michael lui dit qu'il souhaiterait le rencontrer à Ebert Park et qu'il devra porter une cravate rouge. Au lieu de rendez-vous, Cooper Green s'arrête près d'une statue d'éléphant, attendant de rencontrer les deux frères. Il décroche le téléphone d'une cabine téléphonique et écoute Lincoln Burrows lui ordonner de jeter sa veste dans une poubelle. Surveillant de la chambre d'hôtel, Lincoln remarque que deux hommes en costume suivent Cooper Green et appelle Michael pour le prévenir. Alors que Green court avec quelques difficultés vers le prochain point de rendez-vous, un autre téléphone public sonne. Cooper arrache le téléphone des mains d'un autre homme et répond. Lincoln lui demande d'entrer dans le bassin pour noyer les micros qui auraient pu être déposés sur lui. 
Sara Tancredi va au cimetière pour se recueillir sur la tombe de son père Frank Tancredi. Bruce, un ancien collègue de son père, apparaît et lui affirme qu'il n'a jamais voulu la tuer et que ses lignes téléphoniques étaient sur écoute. Sara refusant de le croire, il lui souhaite alors simplement bonne chance. Sara commence peu à peu à lui faire confiance et lui avoue qu'elle a besoin de rencontrer Cooper Green. Bruce lui répond qu'il le connaît et qu'il peut arranger une rencontre. Un peu plus tard, Sara et Bruce rencontrent Green, qui n'est pas du tout l'homme avec qui Lincoln est en contact. Quand Sara lui demande s'il a vu Michael, Green lui répond par la négative. Sara se rend compte que le Cooper Green de Michael est un faux.
L'agent William Kim est averti du chemin emprunté par le faux Cooper Green. Il appelle Mahone et lui informe que Michael Scofield se trouve à Ebert Park.
Le faux Cooper Green reçoit d'un enfant un téléphone portable et suit une autre série d'instructions de Lincoln. Dans le sous-sol d'un immeuble Michael rencontre « Cooper Green », qui rate le dernier test. Au même moment, Lincoln est informé par Sara que Michael ne se trouve pas avec le véritable Cooper Green; il court en direction du point de rendez-vous et découvre finalement que Michael a déjà assommé le faux Cooper Green.
L'agent Mahone entre dans la cellule de C-Note, où celui-ci essaie d'entrer en contact avec Michael Scofield en utilisant le forum europeangoldfinch.net. Lorsque Mahone comprend que C-Note ne lui est plus d'aucune utilité, il lui garantit qu'il continuera à prendre soin de sa femme et de sa fille s'il accepte un paquet et d'utiliser ce qu'il y a à l'intérieur. Un peu plus tard, alors que C-Note est assis dans sa cellule, un détenu qui distribue des livres aux autres lui tend discrètement un paquet. C-Note l'ouvre et découvre qu'il contient une corde avec un nœud coulant. 
Après avoir repris ses esprits, le faux Cooper Green rencontre Mahone. Kim appelle l'agent du FBI et ils discutent sur l'étonnant choix de Michael d'être à Chicago et d'essayer d'entrer en contact avec un membre du bureau du procureur général. En regroupant toutes ces informations, Mahone demande finalement à Kim si Lincoln Burrows est innocent. Kim répond en faisant une remarque sarcastique sur l'intelligence de Mahone puis en lui rappelant que « nobody is innocent. » (« Personne n'est innocent. »)
Mahone retrace le parcours effectué par le faux Green et comprend que la statue, le bassin et l'immeuble ont été choisis pour être vus de la fenêtre d'une chambre d'hôtel. Il entre dans l'hôtel et montre à la réceptionniste les photographies des deux frères. Elle ne les reconnaît pas mais lorsque Mahone lui montre celle de Sara, elle lui répond que Sara se trouve dans la chambre 1006.
Lincoln, Michael, Sara et le véritable Cooper Green réécoutent la conversation enregistrée en mp3. Cooper Green leur confirme qu'ils détiennent une preuve avant de s'apercevoir que la clé USB ne mentionne pas la date de la conversation mais uniquement la date de la copie. Ils ne peuvent donc authentifier l'enregistrement. Green précise qu'il est un officier de la Cour, aussi il ne peut leur suggérer directement que cet enregistrement peut être utilisé comme un moyen de chantage contre la Présidente Caroline Reynolds elle-même. Le seul moyen qui leur reste est donc d'obtenir pour Lincoln une grâce présidentielle.
C-Note reçoit une visite de sa femme Kacee. Elle lui apprend que leur fille va bien grâce à lui. C-Note lui demande pardon pour tout et lui rappelle qu'un jour où Dede avait environ quatre ans, elle voulait regarder une vidéo mais il avait refusé plusieurs fois car il regardait un jeu à la télévision. Comme elle insistait, il lui avait crié dessus. En pleurs, C-Note fait promettre à sa femme de demander à Dede de lui pardonner. Comme le temps de visite est terminé, un gardien demande à Kacee de sortir. C-Note prend alors sa femme dans ses bras, l'embrasse et l'implore de faire ce qu'elle lui a promis.
Plus tard, attachant la corde à l'un des tuyaux de sa cellule, C-Note la place autour de son cou. Puis, en déclarant « Je vous aime », il saute de son lit.

## Informations complémentaires

### Divers
- Marshall Allman (L. J. Burrows) fait un retour dans le feuilleton après six épisodes d'absence et est mentionné dans le générique en tant qu'« acteur invité ».

- L'homme qui décroche le téléphone avant le faux « Cooper Green » dans le parc est le vagabond qui a volé le sac à dos de Michael Scofield, avant que sa voiture ne soit embarquée par la fourrière[1].
- T-Bag est le deuxième fugitif après Sucre à quitter le territoire américain pour le Mexique. Il était alors le troisième dernier fugitif encore présent sur le territoire américain. Il ne reste plus que Michael et Lincoln.

- Quand Sara va visiter la tombe de son père, la date de naissance mentionnée sur la stèle est le 7 mars 1945. C'est également la véritable date de naissance de l'acteur John Heard, qui jouait le rôle du gouverneur Tancredi.
- Le contenu de l'enregistrement récupéré dans l'épisode précédent n'est pas encore dévoilé au spectateur dans cet épisode. Il faut attendre le prochain épisode.

## Accueil critique
Aux États-Unis, cet épisode a été suivi par 9,39 millions de téléspectateurs. Il est encore arrivé juste derrière Deal or No Deal, le jeu de NBC.